# Jalea (1913)
Jalea – włoski okręt podwodny z początku XX wieku, jedna z ośmiu jednostek typu Medusa. Okręt został zwodowany 3 sierpnia 1913 roku w stoczni FIAT-San Giorgio w La Spezii, a w skład Regia Marina wszedł 1 września 1913 roku. Pełnił służbę na Morzu Śródziemnym, brał udział w I wojnie światowej. „Jalea” zatonęła 17 sierpnia 1915 roku, po wejściu na minę w Zatoce Triesteńskiej.

## Projekt i budowa
„Jalea” i jej siostrzane jednostki zostały zaprojektowane przez inż. Cesarego Laurentiego jako rozwinięcie poprzednich projektów tego konstruktora (Glauco i „Foca”). Po wybuchu oparów benzyny na „Foce” zrezygnowano ostatecznie z montażu na okrętach podwodnych silników benzynowych i do napędu jednostek typu Medusa użyto po raz pierwszy silników wysokoprężnych . Nowatorski napęd spowodował opóźnienia we wprowadzeniu okrętów do służby ze względu na przeprowadzane testy, wypadki i przeróbki. Ostatecznie jednak powstały udane jednostki charakteryzujące się wysoką manewrowością i stabilnością w położeniu podwodnym.
„Jalea” zbudowana została w stoczni FIAT-San Giorgio w La Spezii. Stępkę okrętu położono 10 marca 1911 roku, a zwodowany został 3 sierpnia 1913 roku. Był pierwszym okrętem we włoskiej flocie noszącym to imię.

## Dane taktyczno-techniczne
„Jalea” była niewielkim, przybrzeżnym okrętem podwodnym o konstrukcji dwukadłubowej . Długość całkowita wynosiła 45,15 metra, szerokość 4,2 metra i zanurzenie 3 metry. Wyporność normalna w położeniu nawodnym wynosiła 248–252 tony, a w zanurzeniu 305 ton. Okręt napędzany był na powierzchni przez dwa silniki wysokoprężne FIAT o łącznej mocy 650 KM. Napęd podwodny zapewniały dwa silniki elektryczne Savigliano o łącznej mocy 300 KM. Dwuśrubowy układ napędowy pozwalał osiągnąć prędkość 12 węzłów na powierzchni i 8 węzłów w zanurzeniu. Zasięg wynosił 1200 Mm przy prędkości 8 węzłów w położeniu nawodnym oraz 54 Mm przy prędkości 6 węzłów w zanurzeniu (lub 670 Mm przy 12 węzłach na powierzchni i 24 Mm przy 8 węzłach w zanurzeniu). Dopuszczalna głębokość zanurzenia wynosiła 40 metrów .
Okręt wyposażony był w dwie stałe dziobowe wyrzutnie torped kalibru 450 mm z zapasem czterech torped.
Załoga okrętu składała się z 2 oficerów oraz 19 podoficerów i marynarzy.

## Służba
„Jalea” weszła do służby w Regia Marina 1 września 1913 roku. W początkowym okresie załoga okrętu przechodziła szkolenie na wodach Morza Tyrreńskiego i odbywała krótki rejsy głównie w rejon Sardynii. W momencie przystąpienia Włoch do I wojny światowej okręt wchodził w skład 1. dywizjonu okrętów podwodnych w Wenecji (wraz z siostrzanymi jednostkami „Medusa”, „Jantina”, „Salpa” i „Zoea” oraz „Atropo”).
17 sierpnia 1915 roku „Jalea” weszła na austro-węgierską minę postawioną nieopodal Pirano. Okręt, dowodzony przez kpt. mar. (wł. tenente di vascello) Ernesto Giovanniniego, zatonął wraz z całą załogą.